# Verbundbergwerk Magog-Gomer-Bierkeller

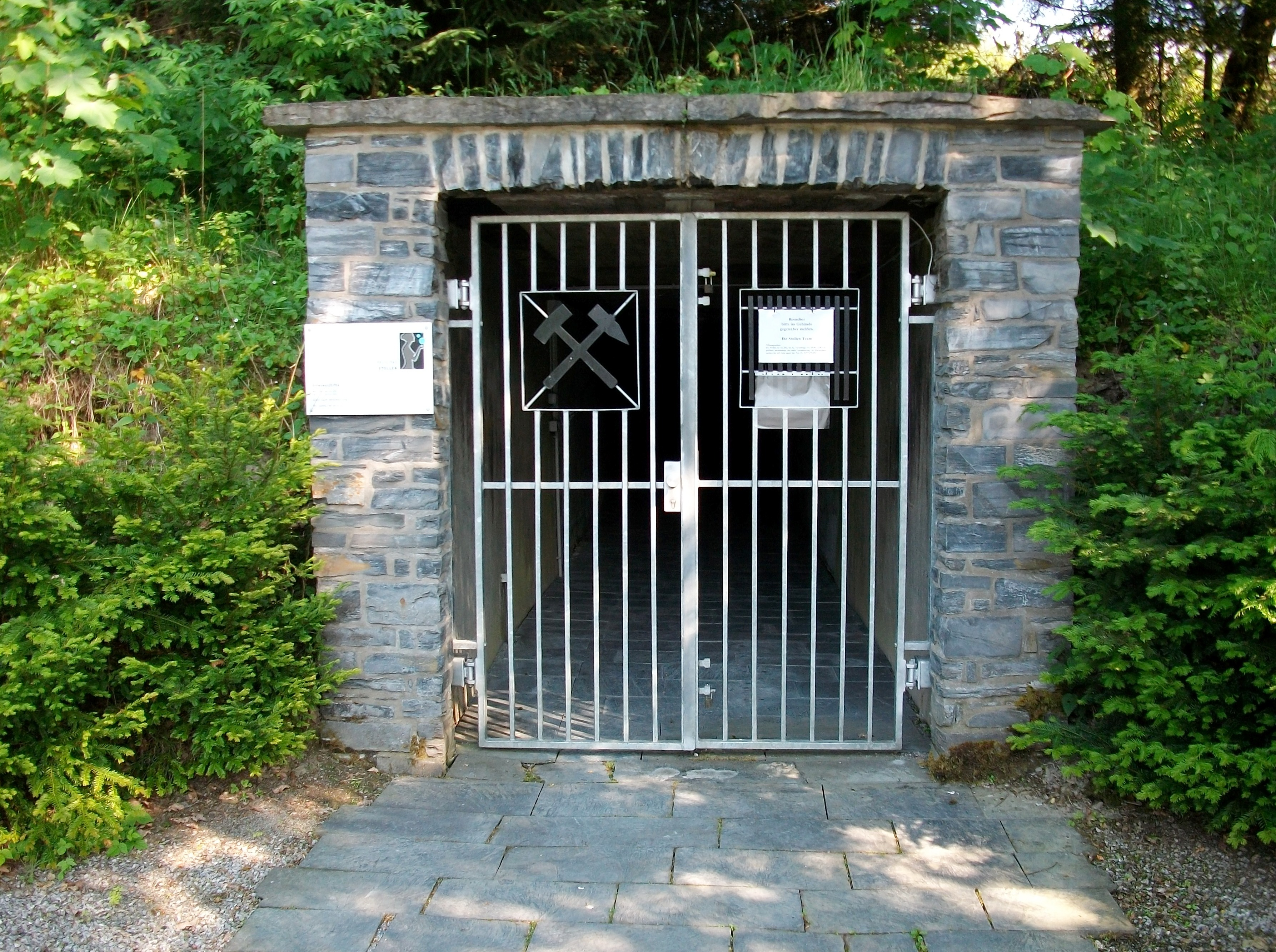
Felicitas-Stollen

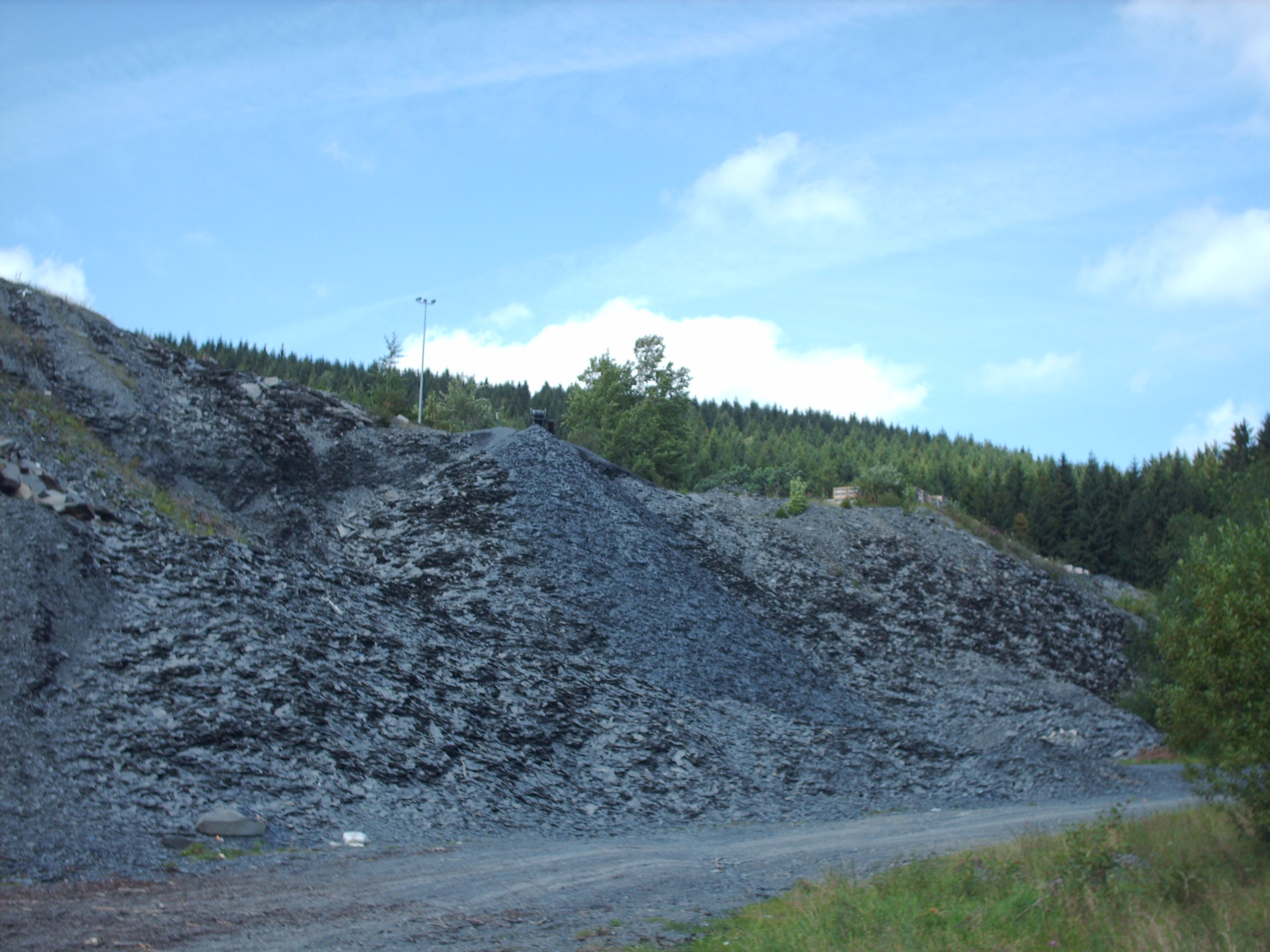
Schieferhalde Magog

Das Verbundbergwerk Magog-Gomer-Bierkeller ist ein Schieferbergwerk im Ortsteil Bad Fredeburg der Stadt Schmallenberg im Hochsauerlandkreis.

## Geschichte
In der einzigen noch produzierenden von vormals über 100 Schiefergruben in Nordrhein-Westfalen bauen insgesamt 30 Mitarbeiter, davon 4 unter Tage, Dach- und Fassadenschiefer in einer Teufe von bis zu 120 m ab. Die Grube Magog geht auf das Jahr 1859 zurück. Damals wurde auf einer Fläche von einem Kilometer Länge, 80 Meter Breite und 200 Meter Teufe abgebaut.
Im Jahre 1970 wurde die Grube Bierkeller in das Unternehmen eingegliedert. Der Name Bierkeller geht darauf zurück, dass 1851 beim Ausschachten eines Kühlkellers ein abbauwürdiges Schiefervorkommen entdeckt wurde. Im Jahr 1990 ging auch die Grube Felicitas Hesse & Schneider in Besitz des Unternehmens über. Dort findet kein Abbau mehr statt.

## Verbundbergwerk
Das eigentliche Verbundbergwerk besteht daher aus dem Gruben Bierkeller, Gomer und Magog. Durch eine Verbindungsstrecke zwischen der zweiten Tiefbausohle der Grube Bierkeller und der dritten Sohle von Gomer wurden die Gruben untereinander verbunden. Die Gruben erstrecken sich auf eine Länge von etwa 1000 m. Erschlossen werden sie durch zwei Schrägschächte. Der alte Schacht Magog dient als Wetterschacht und der alte Schacht Gomer als Förderschacht. An diesen ist der Abbau der dritten Sohle in etwa 100 m Tiefe angeschlossen. Das Grubenfeld Bierkeller wurde inzwischen stillgelegt.
Im Bereich des Bergwerks lassen sich bis zu sechs Dachschieferlager ausmachen. Zusammen machen sie ein etwa 30 m mächtiges nördliches Lager und ein etwa 14 m mächtiges südliches Lager aus. Beide Bereiche werden durch härteren Tonstein und Sandstein voneinander getrennt.
Bis zu Beginn der 1970er Jahre erfolgte der Abbau durch Bohren und Sprengen im Kammerbau. In der Folge wurde der Abbau durch Sägegeräte und Hydraulikhämmern mechanisiert. Eine Grubenbahn befördert den Schiefer über Tage.
Gewisse Probleme bereiten verschiedentlich Tagesbrüche. Ein Tagesbruch 1976 führte zu einer eingehenden Untersuchung der Lagerstätten und zu einer technischen Modernisierung. Im Jahr 1990 kam es im Bereich der stillgelegten Grube Bierkeller zu einem Tagesbruch, der ein Gebäude zerstörte.
Der Schiefer wird unter dem Namen „Fredeburger Schiefer“ vermarktet. Heute verfügt das Unternehmen, in dem 35 Mitarbeiter tätig sind (Stand 2019), über eine der modernsten Produktionen für Dachschiefer und Naturwerksteinplatten.